# Olimpijski Konkurs Sztuki i Literatury

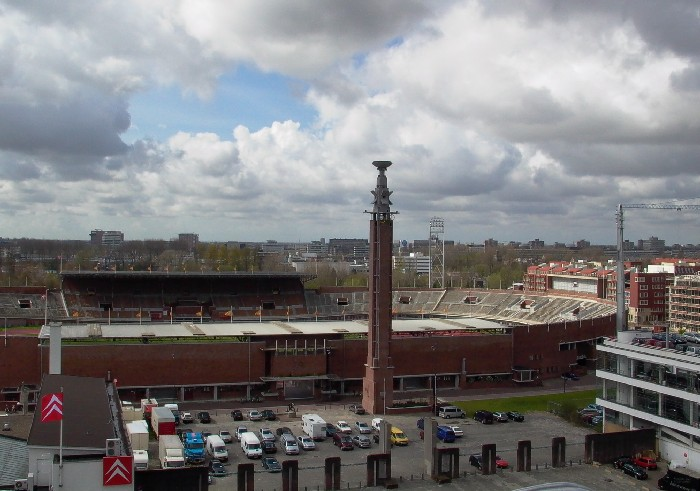
Stadion Olimpijski w Amsterdamie, zaprojektowany przez Jana Wilsa, zwyciężył (złoty medal) w kategorii architektura w 1928

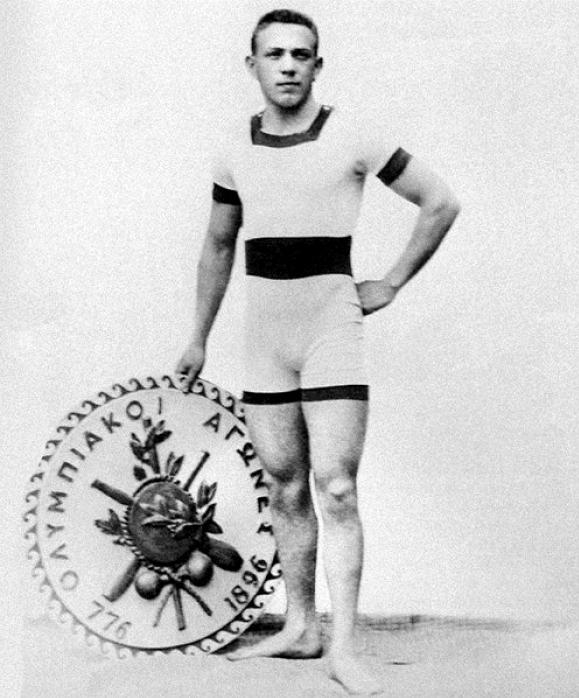
Alfréd Hajós jest jednym z dwóch ludzi, którzy otrzymali medale olimpijskie równocześnie za osiągnięcia sportowe i artystyczne

Olimpijski Konkurs Sztuki i Literatury – konkurs sztuki i literatury, odbywający się w latach 1912–1948 równolegle ze sportowymi letnimi igrzyskami olimpijskimi. Program rywalizacji artystycznej obejmował takie dziedziny sztuki jak: poezja, epika, rzeźba, malarstwo, architektura oraz muzyka. 
Pomysłodawcą połączenia rywalizacji sportowej oraz artystycznej był Pierre de Coubertin, który twierdził, że człowiek w swej naturze powinien rozwijać się zarówno fizycznie, jak i duchowo, a w tamtych czasach obie te strefy niebezpiecznie się oddaliły, pozostając często w konflikcie – część środowisk uważała, że współzawodnictwo sportowe niesie za sobą wiele negatywnych zjawisk, odciągając jednocześnie uwagę społeczeństw od dziedzin bardziej wartościowych.
Po igrzyskach olimpijskich w Londynie w 1948 z inicjatywy Sigfrida Edströma – przewodniczącego Międzynarodowego Komitetu Olimpijskiego – zaprzestano organizacji konkursów literatury i sztuki.

## Edycje
| - Sztokholm 1912 - Antwerpia 1920 - Paryż 1924 - Amsterdam 1928 - Los Angeles 1932 - Berlin 1936 - Londyn 1948 |

## Polscy medaliści
Olimpijski Konkurs Sztuki i Literatury 1928
 Kazimierz Wierzyński (poezja),  Władysław Skoczylas (grafika).
Olimpijski Konkurs Sztuki i Literatury 1932
 Józef Klukowski (rzeźba),  Janina Konarska (grafika).
Olimpijski Konkurs Sztuki i Literatury 1936
 Józef Klukowski (rzeźba),  Jan Parandowski (proza), Stanisław Ostoja-Chrostowski (grafika).
Olimpijski Konkurs Sztuki i Literatury 1948
 Zbigniew Turski (muzyka).